# HMS Ark Royal (1985)
De HMS Ark Royal was een vliegkampschip van de Royal Navy en het derde en laatste schip van de Invincibleklasse en tevens het vlaggenschip van de Royal Navy.
De Ark Royal, ook wel The Mighty Ark genoemd was het vijfde schip van deze naam; het eerste was het vlaggenschip in de strijd tegen de Spaanse Armada. Na de uitdienststelling van de vijfde Ark Royal op 11 maart 2011 werd HMS Albion het nieuwe vlaggenschip van de Royal Navy.

## Geschiedenis

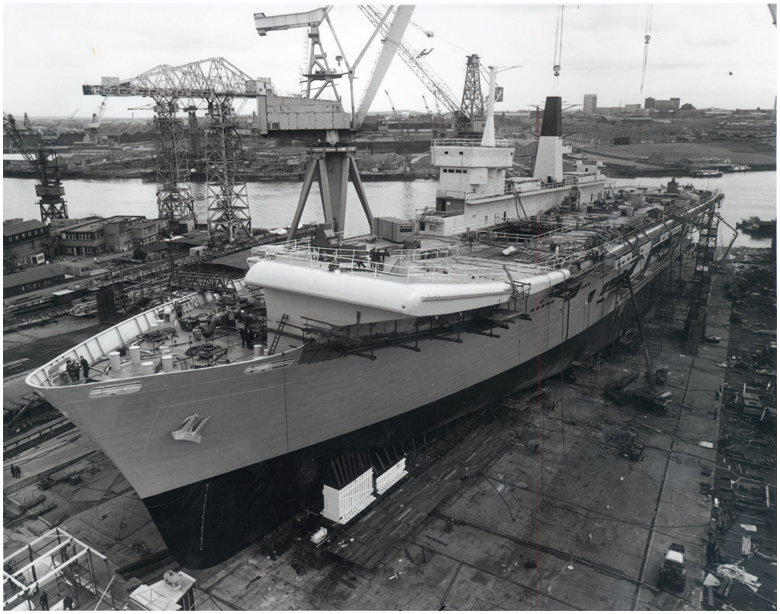
De Ark Royal tijdens de bouw

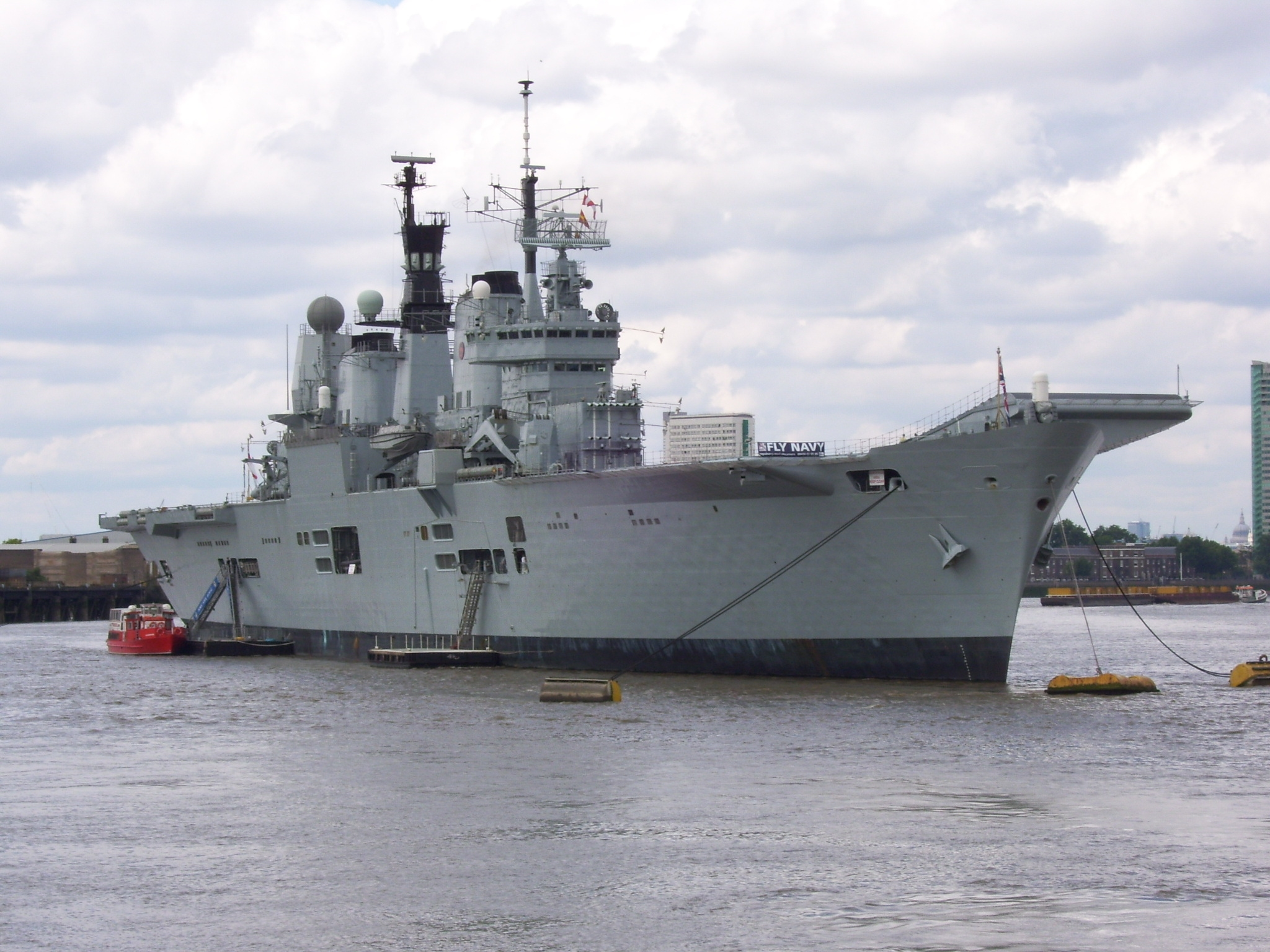
De Ark Royal in Greenwich

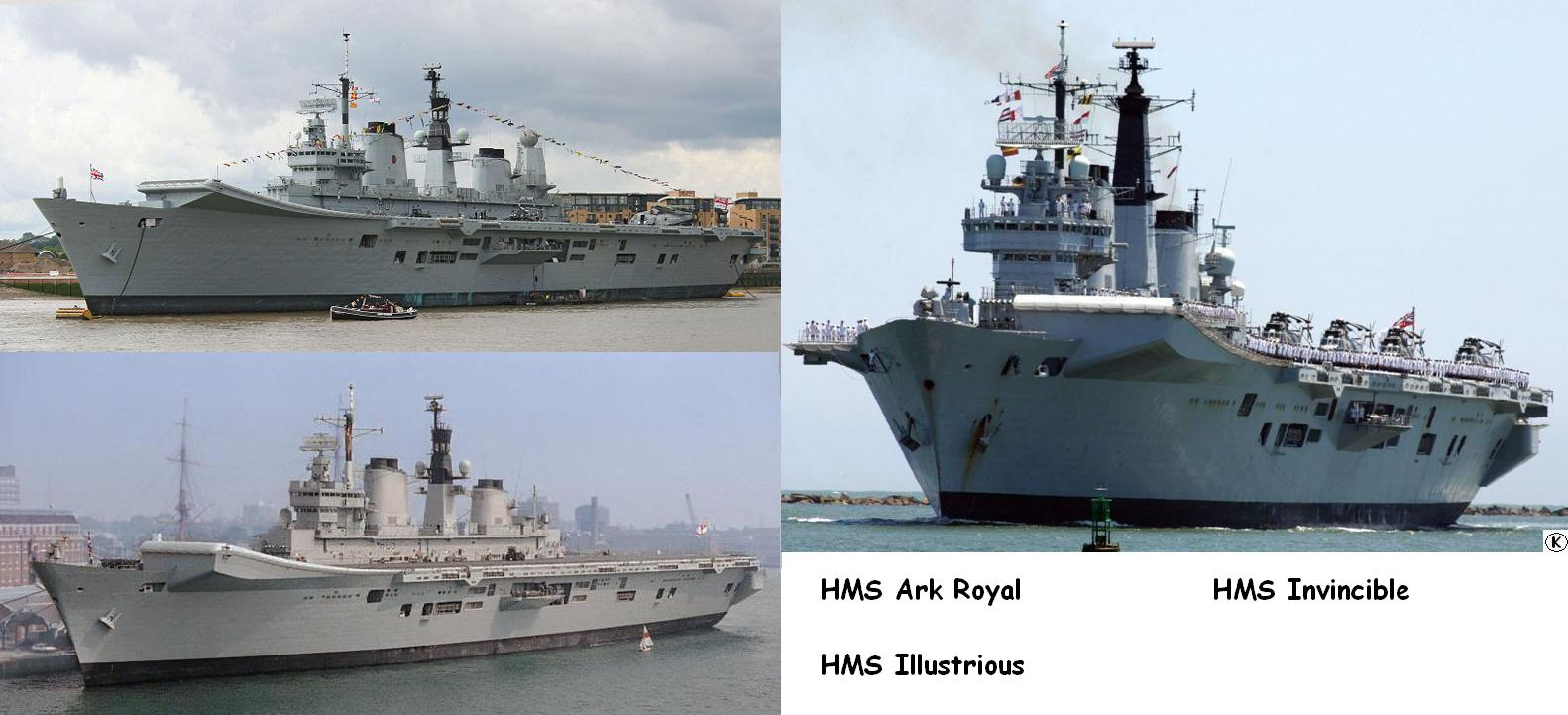
De Invincible Klasse

### Bouw
De oorspronkelijke naam van de Ark Royal was Indomitable zodat de naam, net als die van haar zusterschepen Invincible en Illustrious, met een I zou beginnen. Dit werd echter onder druk van de publieke opinie veranderd. De naam Ark Royal moest behouden blijven, zeker na de uitdienststelling van het vierde schip Ark Royal (R09) in 1980.
Op 7 december 1978 vond de kiellegging plaats de scheepswerf van Wallsend. De tewaterlating vond plaats op 20 juni 1981 en op 1 november 1985 werd het schip in dienst gesteld.

### 1990-2003
De Ark Royal kwam voor het eerst in actie tijdens de Bosnische Oorlog in 1993. In 1999 werd het schip in het Schotse Rosyth gemoderniseerd. De Sea Dart raketten werden verwijderd waardoor er meer vliegtuigen aan boord konden worden geplaatst. In 2001 werd het schip weer in dienst gesteld. Hierna nam het deel aan de invasie van Irak in 2003. Tijdens deze oorlog kwamen twee Westland Sea King-helikopters van het 849 Naval Air Squadron met elkaar in botsing. Zes Britten en één Amerikaan kwamen hierbij om het leven.

### 2004-2009
In 2006 werd de Ark Royal in Portsmouth gemoderniseerd. Ze zou tijdelijk gaan dienstdoen als helikoptercarrier ter vervanging van HMS Ocean die zelf in groot onderhoud lag.
In 2007 was de twee jaar durende en 18 miljoen Pond kostende modernisering voltooid en werd de Ark Royal in mei 2007 weer het vlaggenschip van de Royal Navy. Haar zusterschip HMS Illustrious had haar al die tijd vervangen als vlaggenschip. In 2008 nam ze deel aan de Coalition Warrior Interoperability Demonstration en in 2009 ging ze op vlagvertoon naar Liverpool en de Tyne, waar ze werd gebouwd.

### 2010-2011
Tijdens de luchtvaartverstoringen door vulkaanuitbarsting onder de Eyjafjallajökull 2010 werd de Ark Royal ingezet om gestrande reizigers terug te brengen naar Groot-Brittannië.
Het was aanvankelijk de bedoeling dat de Ark Royal pas in 2016 uit dienst zou worden gesteld. Op 19 oktober 2010 maakte de BBC bekend dat de Ark Royal vanwege bezuinigingen eerder van de sterkte zou worden afgevoerd. In november 2010 werd actie gevoerd voor het behoud van de naam Ark Royal.
Op 5 november 2010 bracht koningin Elizabeth een bezoek aan de Ark Royal, vlak voordat ze naar Loch Long ging voor het lossen van haar munitie. Tijdens haar laatste reis naar Portsmouth voerde ze de zogeheten uitdienststellingswimpel. Het slechte weer verhinderde echter een laatste saluut door haar boordvliegtuigen. Het schip werd op 11 maart 2011 uit dienst gesteld en in mei 2013 naar Turkije gebracht en gesloopt.
Het laatst overgebleven schip van de Invincibleklasse, HMS Illustrious, zal in 2014 uit dienst worden gesteld. De Royal Navy zal dan tot aan de geplande indienststelling van het eerste schip van de nieuwe Queen Elizabethklasse in 2020, geen vliegkampschepen meer in dienst hebben.